# المستبعدون (رواية)
المستبعدون رواية للكاتبة النمساويةالحائزة على جائزة نوبل في الأدب إلفريدي يلينيك، نُشرت عام 1980 عن دار النشر روولت فيرلاج. تُعد هذه الرواية الكتاب الخامس في مسيرة يلينيك الأدبية. وقد صدرت ترجمتها إلى الإنجليزية على يد مايكل هالس سنة 1990 عن دار النشر سيربنتس تيل. وفي عام 1982، أُنتج فيلم مقتبس عن الرواية بعنوان "المستبعدون".
النسخة العربية
الرواية تُرجمت إلى اللغة العربية على يد المترجم مصطفى ماهر، ونشرتها الهيئة المصرية العامة للكتاب في الفترة التقريبية عام 2007. وقد تميزت بمحاولة دقيقة للحفاظ على روح النص الأصلي مع مراعاة الخصوصيات الثقافية للقراء العرب.

## الحبكة
تتبع الرواية مجموعة من أربعة مراهقين من فيينا في خمسينيات القرن العشرين، وهم يتعاملون بعنف مع إرث الجيل السابق بعد الحرب العالمية الثانية. لا تستخدم الرواية فصولًا تقليدية، بل تركز بشكل كبير على الأفكار الداخلية للشخصيات. ومن خلال تصوير عائلة فيتكوسكي النمساوية، يتمكن القارئ من رؤية العلاقة بين الفاشية اليومية داخل الأسرة والتاريخ النازي النمساوي غير المهضوم. فرب الأسرة،  وهو نازي سابق، يعوّض عن فقدانه للسلطة ولساقه من خلال إرهاب عائلته والاعتداء الجنسي على زوجته.

## الشخصيات

### قائمة الشخصيات الرئيسية في رواية المستبعدون:
- راينر ماريا فيتكوسكي: طالب في سن المراهقة، في الثامنة عشرة من عمره، يعيش في فيينا خلال خمسينيات القرن العشرين. يتمتع بذكاء ظاهري واهتمام بالفلسفة الوجودية، لكنه يستخدم ذلك لتبرير ميله إلى العنف والتدمير. يقود مجموعة من الأصدقاء في سلسلة من الأفعال العنيفة، ويُعدّ العقل المدبر لها. يتسم بالبرود العاطفي والنزعة إلى التفوق والسيطرة، وهو ابن نازي سابق.
- آنا فيتكوسكي: شقيقة راينر التوأم، فتاة موهوبة في العزف على البيانو، لكنها منطوية وتعاني من صدمات نفسية متراكمة نتيجة التربية العنيفة داخل الأسرة. تشارك شقيقها وأصدقاءه في أعمالهم العنيفة، ويُظهر سلوكها انفعالات مكبوتة تنفجر بشكل مفاجئ. تمثل نموذجًا للغضب الصامت والأنوثة المضطهدة.
- هانس سيب: شاب من الطبقة العاملة، يكبر باقي أفراد المجموعة ببضع سنوات، ويعمل ميكانيكيًا. يتصف بالقوة الجسدية والبساطة الذهنية، ويبدو أنه منساق خلف المجموعة دون وعي عميق بدوافعها. يعيش مع والدته الشيوعية، ويعاني من التمزق بين تربيتها الصارمة وتورطه في العنف.
- صوفي باخهوفن: فتاة من أسرة بورجوازية غنية، زميلة راينر وآنا في المدرسة، جميلة وباردة وعقلانية. تنضم إلى المجموعة بدافع الفضول والتسلية، لا عن قناعة فكرية. تمثل نموذجًا للطبقة العليا التي تراقب العنف وتتواطأ معه دون أن تتأثر فعليًا به.

### قائمة الشخصيات الثانوية في الرواية:
- أوتو فيتكوسكي: والد راينر وآنا، نازي سابق خدم في قوات الإس إس خلال الحرب العالمية الثانية، وفقد إحدى ساقيه أثناء المعارك. يعيش في ظل الماضي، ويعوض عن فقدانه للسلطة والكرامة عبر تعنيف أسرته جسديًا وجنسيًا. يُجسد السلطة الأبوية والفاشية المتغلغلة في الحياة الأسرية.
- مارغريت فيتكوسكي: زوجة أوتو، وأم راينر وآنا، امرأة خاضعة ومستسلمة، تتعرض للإهانة والاعتداء بشكل مستمر. لا تتمكن من حماية نفسها أو أبنائها، وتعكس حالة المرأة الصامتة التي تسهم في استمرار العنف من خلال قبولها به.
- السيدة سيب: والدة هانس، امرأة شيوعية ملتزمة أيديولوجيًا، تربي ابنها على مبادئ اليسار والمقاومة. رغم قناعاتها، تبدو شخصيتها هامشية وغير فاعلة أمام انهيار القيم الاجتماعية واستفحال العنف.
- جيرهارد شفايجر: طالب في صالة للألعاب الرياضية مع آنا وراينر وصوفي.

## اقتباس
"أنا تريد أن تعبر عن أكثر الأشياء بالموسيقى اليوم عزفت شومان وبرامس على البيانو، وربما تعزف غداً شوپان وبيتهوفن. ما لا يستطيع فمها قوله تقوله الموسيقى، وهو شيء يأتى من الرب الحبيب كما ادعى كثير من المؤلفين الموسيقيين بروكنر في حديثهم عن أنفسهم. وراينر يقرأ عليها بعض اليوميات القديمة التي سجلها في دفتر يومياته، وجاء فيها أن الشيء الكبير لا يمكن إنجازه إلا على مدى طويل وبتخطيط وإعداد دقيقين. وقد لاحت له هذه الجملة آنذاك ذات صلاحية عمومية، على نحو ما نطالع هنا. ثم: ماذا أخطط، ما هدفى الكبير؟ وماذا يمكن أن يشجع هذا الهدف؟".